# St Bernard's Football Club
Maillots
St Bernard's Football Club est un ancien club de football écossais basé à Édimbourg et qui a été actif entre 1878 et 1943. Il est souvent donné en exemple en Écosse, avec Third Lanark AC pour signaler ces nombreux clubs professionnels disparus.

## Histoire
Le club de St Bernard's se nommait à l’origine le Third Edinburgh Rifle Volunteers. Il est, comme le club de Third Lanark, lié au Mouvement territorial de l’ère victorienne. Après avoir vu un match exhibition entre le Queen's Park et Clydesdale, des soldats allèrent acheter un ballon et créèrent le club en février 1874.
Originellement le club jouait sur les terrains de The Meadows, le partageant avec Heart of Midlothian puis avec Hibernian FC avant de déménager vers une structure d’accueil qui leur était propre, d’abord Powburn Park à Newington puis John Hope's Park à Stockbridge. 
Les autorités militaires commencent alors à considérer le club de football non plus comme une nécessité en vue d’encourager la pratique sportive, mais comme une simple distraction et en 1878 le club divorce avec le bataillon. James Dunn et George Heathcote christianisent le nom en "St Bernard's" d’après une source située sur la rive du Water of Leith et qui figure sur l’écusson du club.

## Déménagement versThe Gymmie
En 1880 le club est transféré vers les terrains du Royal Patent Gymnasium Grounds, affectueusement surnommés The Gymmie. Construit en 1864 pour répondre à la demande de la passion victorienne pour les activités physiques, le site est composé d’un ensemble de structures dont la pièce centrale est un immense bassin d’aviron.
Quand un des membres fondateurs du club, William Lapsley, devient le propriétaire du Gymnasium, il décide de donner au club de St Bernard's l’utilisation exclusive du terrain de football. Lapsley est fait Président Honoraire des Saints et devient le soutien financier du club. Toutefois le terrain se révèle trop exigu pour les joueurs et les spectateurs et St Bernard's joue ses matchs officiels d’abord au Powderhall à partir de 1883 puis au New Logie Green à partir de 1889. Après un retour au Powderhall en 1900, le club réintègre le Royal Gymnasium en 1901.

## La Scottish League
Après avoir été radié de la Scottish Football Association pour cause de professionnalisme en 1890 (ils n’ont pas aidé leur cause en organisant une collecte de fonds par le biais d’un match de football contre Renton Football Club –qui sera suspendu pour la même raison- dans le but de payer l’appel de la radiation) et avoir joué pendant une année des matchs amicaux dans toute la Grande-Bretagne, le club obtient la possibilité de rejoindre la Scottish Football Alliance en 1892. La saison suivante, la Scottish League les invite à les rejoindre. Dès la première saison le club réussit un beau parcours en terminant à la troisième place avec comme points d’orgue de la saison une victoire écrasante 8 buts à 0 contre Saint Mirren et des victoires à l’extérieur contre Heart of Midlothian et les Glasgow Rangers.
Le club participa à la Central Football League de 1919 à 1921.

## La Coupe d'Écosse 1895
En 1895, les trois clubs d’Édimbourg connaissent leur heure de gloire : Heart of Midlothian gagne le championnat d’Écosse pour la première fois, Hibernian gagne la deuxième division et est promu dans l’élite. St Bernard's s’adjuge la Coupe d'Écosse de football en battant en demi-finale Heart et une très jeune équipe de Renton FC (seuls deux joueurs avaient plus de 20 ans) 2 buts à 1 en finale. C’est le Président Honoraire, William Lapsley, et non le capitaine de l’équipe George Murdoch, qui va, à la fin du match et devant 12 000 spectateurs, soulever le trophée.
Cette victoire est le seul trophée majeur conquis par le club.

## Palmarès
- Coupe d'Écosse : 1895
- 2 fois vainqueur de la Scottish Qualifying Cup